# Центральное антикоррупционное бюро
Центральное антикоррупционное бюро (пол. Centralne Biuro Antykorupcyjne, CBA) ЦБА — польская спецслужба по борьбе с коррупцией в государственном и частном секторе. Учреждена с июля 2006 г. согласно закону, принятому в июне 2006 г. по инициативе правящей тогда партии «Право и справедливость». Председатель — Эрнест Бейда.

## Критика
Критики ПС утверждают, что CBA во время правительства этой партии (до октября 2007 г.) преследовала цели, далёкие от заявленных, а именно борьбу с политическими оппонентами правительства Леха и Ярослава Качиньских. Во время предвыборной кампании 2007 г. CBA объявило, что Беата Савицкая, депутат Сейма от «Гражданской платформы», участвовала в договорённостях вокруг одного тендера за взятку. Однако обнаружилось, что это была провокация, устроенная CBA в ходе многомесячного плана. Был нанят специальный агент CBA для того, чтобы вступить в романтические отношения с Савицкой и заставить её участвовать в афере (путём нежных СМС, подарков, цветов и т. п.).
Скандал вызвал также арест по материалам, собранным CBA, д-ра Мирослава Гарлицкого по обвинению в убийстве и коррупции, причём нарушалась презумпция невиновности, а соответствующая операция называлась «Менгеле».

## После выборов 2007 г
Во время проигранной ей кампании 2007 года «Право и справедливость» настоятельно рекомендовала поддержку Центрального антикоррупционного бюро во главе с Мариушем Каминьским, бывшим депутатом от ПС. Опрос, проведённый в ноябре, уже после победы «Гражданской платформы», показал, что лишь 10 % поляков желают упразднения этого правоохранительного органа / правоохранительной службы. Около трети желают даже оставить его в нынешнем виде и только 41 % хотят его реформы.
У других партий нет общих и последовательных планов относительно будущего данной организации. «Гражданская платформа» предлагала провести независимое расследование деятельности CBA. Блок «Левые и демократы» настоятельно требует ликвидировать Бюро и назначить парламентскую следственную комиссию по его деятельности. Некоторые неправительственные организации полагают, что CBA следует преобразовать в антикоррупционный «мозговой центр», использующий «мягкие» антикоррупционные средства, такие как образование и распространение сведений об опасных последствиях коррупции.